# Kakisa Lake
Kakisa Lake är en sjö i Kanada.   Den ligger i territoriet Northwest Territories, i den centrala delen av landet, 3 200 km nordväst om huvudstaden Ottawa. Kakisa Lake ligger 222 meter över havet. Arean är 347 kvadratkilometer. Den sträcker sig 22,7 kilometer i nord-sydlig riktning, och 36,9 kilometer i öst-västlig riktning.
Trakten runt Kakisa Lake är nära nog obefolkad, med mindre än två invånare per kvadratkilometer.